# La Comelle
La Comelle ist eine französische Gemeinde mit 248 Einwohnern (Stand: 1. Januar 2022) im Département Saône-et-Loire in der Region Bourgogne-Franche-Comté. Die Gemeinde gehört zum Arrondissement Autun und zum Kanton Autun-2 (bis 2015: Kanton  Saint-Léger-sous-Beuvray).

## Geographie
La Comelle liegt im Regionalen Naturpark Morvan. An der südwestlichen und südlichen Gemeindegrenze verläuft das Flüsschen Braconne. Umgeben wird La Comelle von den Nachbargemeinden Saint-Léger-sous-Beuvray im Norden, Laizy im Osten und Nordosten, Étang-sur-Arroux im Osten und Südosten, Saint-Didier-sur-Arroux im Süden sowie Poil im Westen.
Durch die Gemeinde führt die frühere Route nationale 81 (heutige D981).

## Bevölkerungsentwicklung
| 1962                       | 1968 | 1975 | 1982 | 1990 | 1999 | 2006 | 2012 | 2019 |
| -------------------------- | ---- | ---- | ---- | ---- | ---- | ---- | ---- | ---- |
| 403                        | 370  | 310  | 268  | 232  | 199  | 184  | 183  | 240  |
| Quellen: Cassini und INSEE |      |      |      |      |      |      |      |      |

## Sehenswürdigkeiten
- Kapelle Sainte-Claire
- mehrere Schlösser, unter anderem das Schloss Le Jeu

## Persönlichkeiten
- Jeanne Baret (1740–1807), Naturforscherin und Botanikerin